# São João Batista (Maranhão)
São João Batista est une municipalité brésilienne située dans l'État du Maranhão.